# Menaichmos von Sikyon
Menaichmos von Sikyon war ein antiker griechischer Historiker der zweiten Hälfte des 4. Jahrhunderts v. Chr.
Von ihm gibt es eine in wenigen Fragmenten erhaltene Lokalgeschichte von seinem Heimatort Sikyon (Sikyonaka). Darauf baut unter anderem Pausanias auf. Eine Alexandergeschichte ist ebenfalls verloren. Menaichmos war aber mehr Polyhistor als reiner Geschichtsschreiber. Er verfasste unter anderem auch Werke über Musik und Dichtkunst. Es finden sich in der Überlieferung Spuren von wohl insgesamt sieben Werken, wenngleich davon nur Fragmente bzw. Titelnennungen überliefert sind.
Die Fragmente sind gesammelt in Die Fragmente der griechischen Historiker, Nr. 131 bzw. in Brill’s New Jacoby, Nr. 131 (dort mit englischer Übersetzung, Kommentar und allen Angaben zur Person).